# La Alberca (Salamanca)
La Alberca ist ein Ort und eine Gemeinde mit 1.045 Einwohnern (Stand: 2024) im Süden der Provinz Salamanca innerhalb der autonomen Gemeinschaft Kastilien und León in Spanien. Zur Gemeinde gehören auch die beiden Weiler (pedanías) Las Batuecas und Prado Carreras. Der Ort ist als Kulturgut (Bien de Interés Cultural) in der Kategorie Conjunto histórico-artístico eingestuft.

## Toponym
Der Name des Ortes stammt wahrscheinlich noch aus der Zeit der arabisch-maurischen Herrschaft über die Region – La Alberca lässt sich herleiten von dem hebräischen Wort Berka (= See) mit dem vorangestellten arabischen Artikel al.

## Lage
Der Ort La Alberca liegt auf einer etwa 1045 Meter hoch gelegenen Hügelkuppe im Herzen der Sierra de Francia, einem Teil des Iberischen Gebirges; er ist umgeben von mehreren Bächen, die in den Arroyo de La Alberca münden, der seinerseits nur etwa 2 km nördlich in den Río Francia fließt. Die Provinzhauptstadt Salamanca ist etwa 80 km (Fahrtstrecke) in nordöstlicher Richtung entfernt; mehrere Orte in der Umgebung sind ebenfalls sehenswert (z. B. Miranda del Castañar oder San Martín del Castañar). Wegen der Höhenlage ist das Klima gemäßigt; Regen (ca. 650 mm/Jahr) fällt vorwiegend im Winterhalbjahr.

## Bevölkerungsentwicklung
| Jahr      | 1857  | 1900  | 1950  | 2000  | 2017  |
| Einwohner | k. A. | 1.709 | 1.802 | 1.122 | 1.128 |

Der deutliche Bevölkerungsrückgang seit den 1950er Jahren ist im Wesentlichen auf die Mechanisierung der Landwirtschaft und den damit einhergehenden Verlust an Arbeitsplätzen zurückzuführen.

## Wirtschaft
Die Bewohner des Ortes lebten jahrhundertelang als Selbstversorger von der Landwirtschaft (v. a. von der Viehzucht) sowie von Handwerk und Kleinhandel. Seit den 1960er Jahren ist der Tourismus in Form von Tagesausflüglern oder der Vermietung von Ferienwohnungen (casas rurales) als Einnahmequelle hinzugekommen. 

## Geschichte
Bereits vor der Ankunft der Römer war die Gegend durch den keltischen Volksstamm der Vettonen besiedelt. Westgoten und Mauren haben nur wenige archäologisch verwertbare Spuren hinterlassen. Nach der durch die leonesischen Könige vorangetriebenen Rückeroberung (reconquista) und Wiederbesiedlung (repoblación) der Region gehörte der Ort seit dem 13. Jahrhundert zunächst zum Königreich León und nicht – wie die meisten Orte in der Sierra de Francia – zur kastilischen Grafschaft (condado) von Miranda del Castañar. Als Neusiedler kamen auch viele Franzosen in der Nachfolge Raimunds von Burgund – dies erklärt den in der Region häufigen Beinamen Francia. Im 15. Jahrhundert brachte Johann II. (reg. 1419–1454) von Kastilien die Stadt unter die Grundherrschaft (señorio) des Hauses Alba.
Einer Überlieferung zufolge besiegten im Jahr 1465 die Frauen des Ortes belagernde portugiesische Armeeeinheiten, deren Flagge noch heute erhalten ist. Das Siegesfest wird am Ostermontag gefeiert.

## Sehenswürdigkeiten
- Zentrum des Ortes ist die säulenumstandene und von den Anwohnern liebevoll mit Blumen geschmückte Plaza Mayor mit ihren Bruchstein- und Fachwerkhäusern, deren hölzerne Balkone wenn möglich nach Süden ausgerichtet sind. Hier befindet sich auch ein Brunnen mit einem steinernen Kreuz, an dessen Schaft die Leidenswerkzeuge Christi zu sehen sind.
- Die dreischiffige Pfarrkirche (Iglesia de Nuestra Señora de la Asuncion) stammt aus dem 18. Jahrhundert. Sie wurde im selben Jahr wie die neue Kathedrale von Salamanca (1733) fertiggestellt und verfügt über eine sehenswerte Kanzel aus farbig gefasstem Granit aus dem 16. Jahrhundert sowie über mehrere barocke Altarretabel. Der Kirchturm wurde bereits im Jahre 1521 unter dem ersten Herzog von Alba erbaut.
- Die Eremitage von Cristo del Humilladero ist die älteste und befindet sich am Haupteingang der Stadt.

Umgebung
- Im Naturpark von Las Batuecas sind mehrere heilige Kultstätten sowie prähistorische Höhlen zu besichtigen. Seit 1599 wurde das dortige Karmeliterkloster zu einem wichtigen geistigen Zentrum.
- Das kontemplative Kloster Zarzoso Porta Coeli wurde von Franziskanerinnen im 15. Jahrhundert gegründet.
- Die Kapelle Unserer Lieben Frau von Alt Majadas befindet sich in Richtung Mogarraz, ca. drei Kilometer entfernt in einem Kastanien- und Eichenwald. Sie ist im romanischen Stil des 12. Jahrhunderts gehalten und besitzt eine Außenkanzel.
- Die Einsiedelei von San Marcos, heute eine Ruine, stammt aus dem Jahre 1703.
- Die Ermita de San Blas liegt in Richtung der Batuecas. Hier wird das Banner, das von der Bürgerfrauen im Kampf gegen die Portugiesen im Jahre 1475 erobert wurde, aufbewahrt.[6][7]

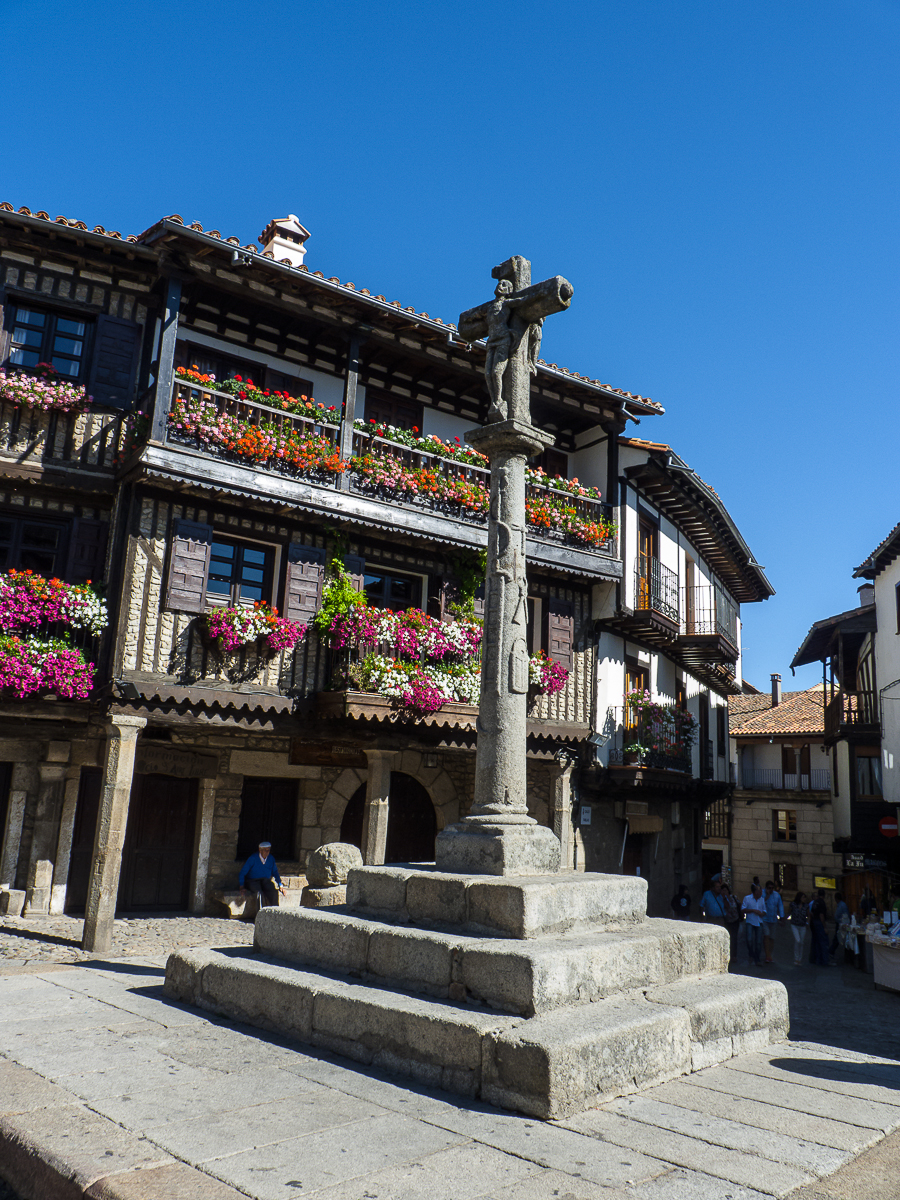
Kreuz am Brunnen
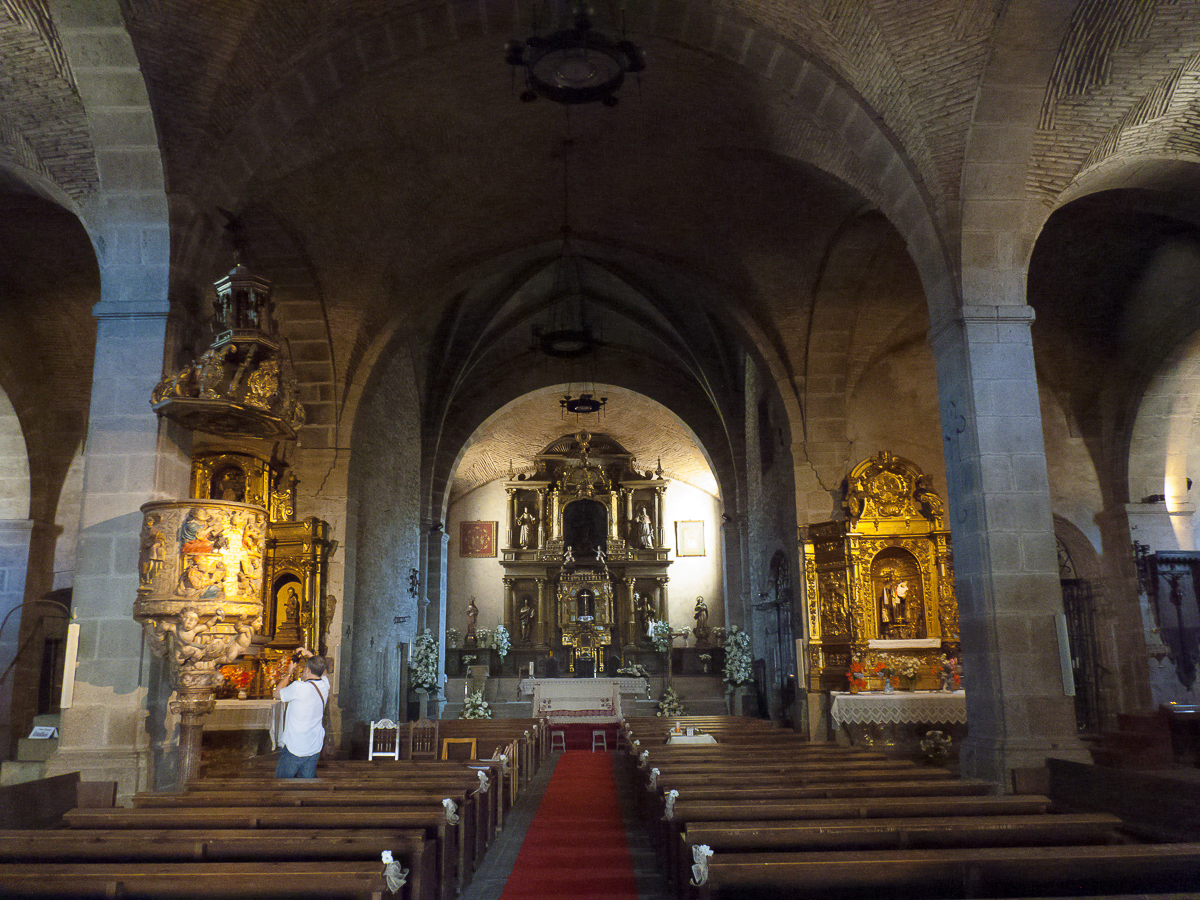
Pfarrkirche
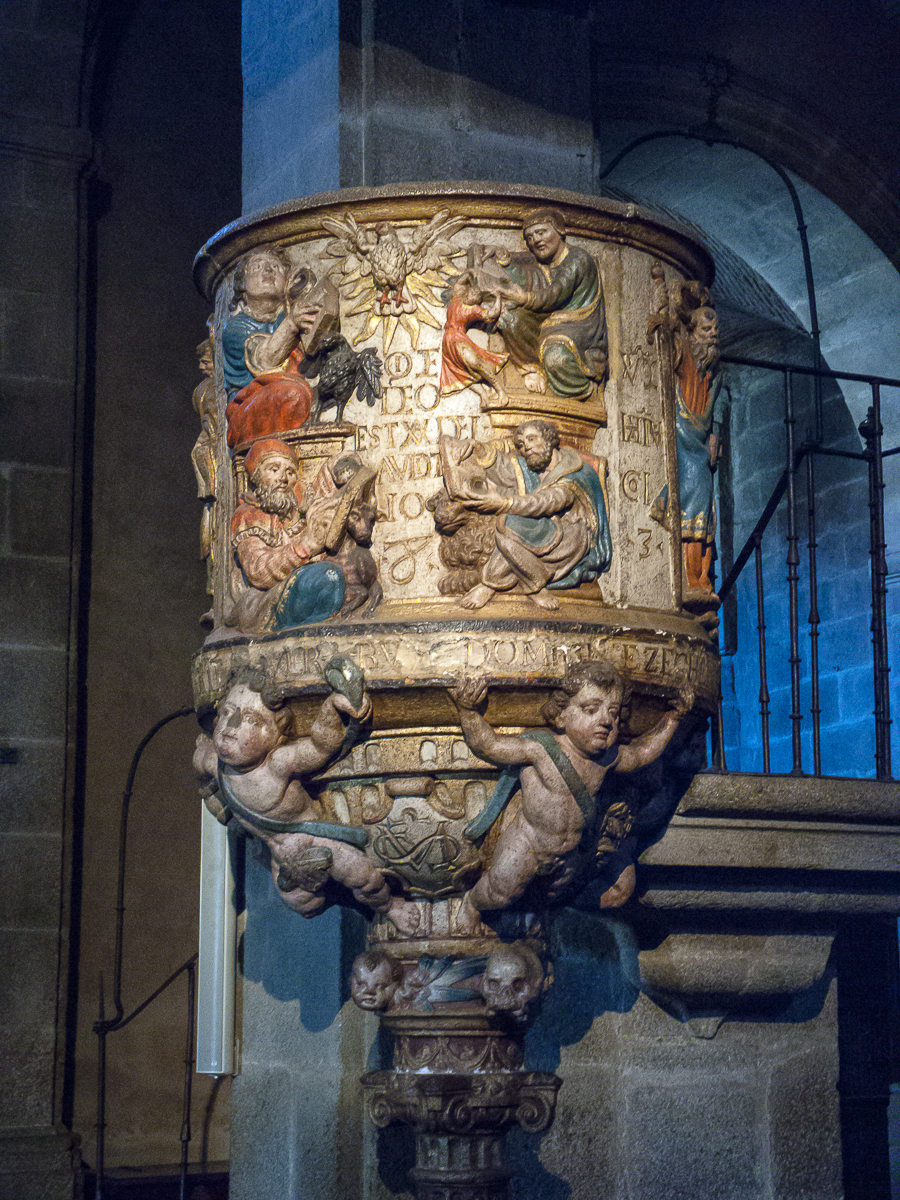
Kanzel
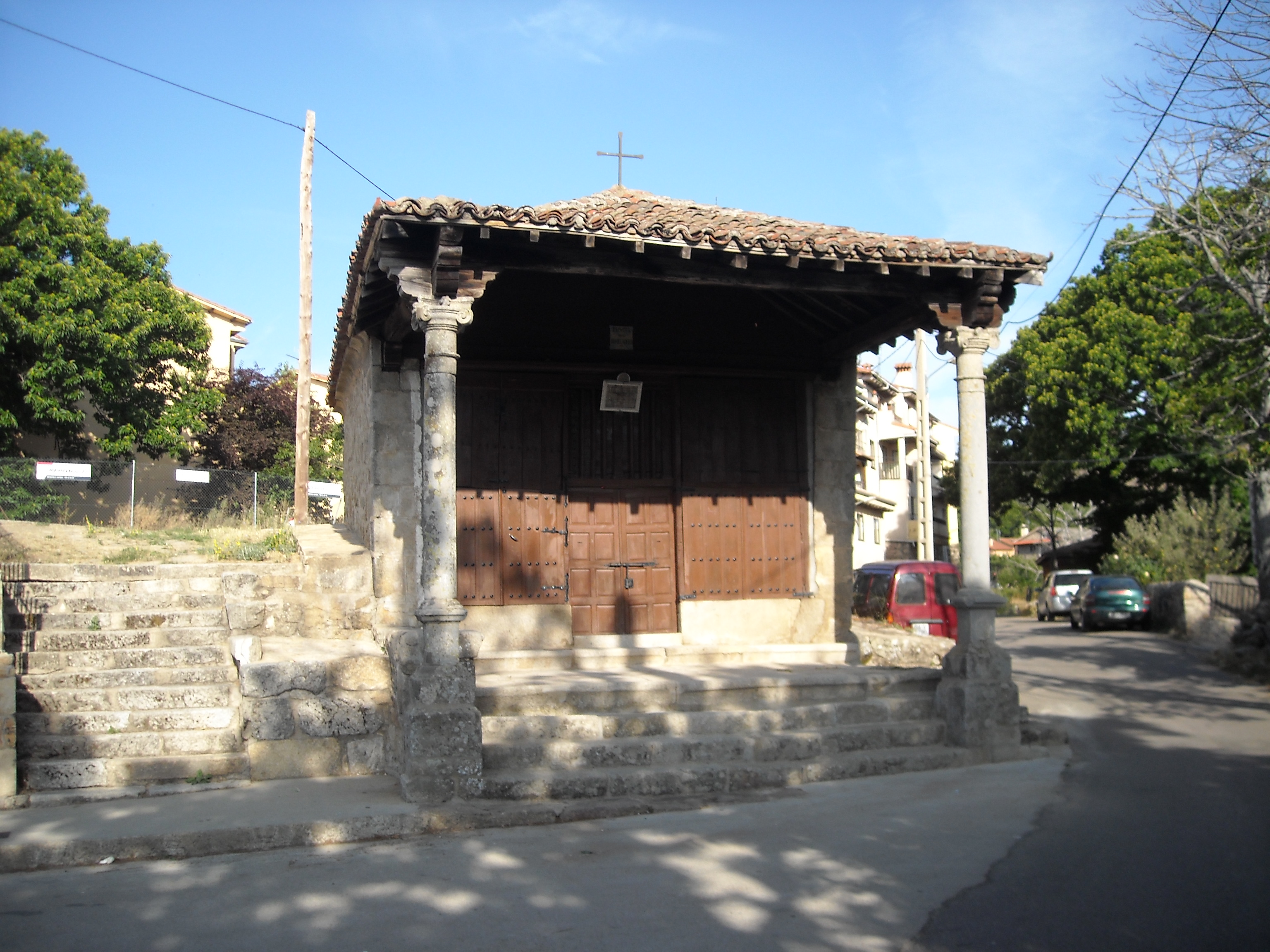
Ermita del Humilladero
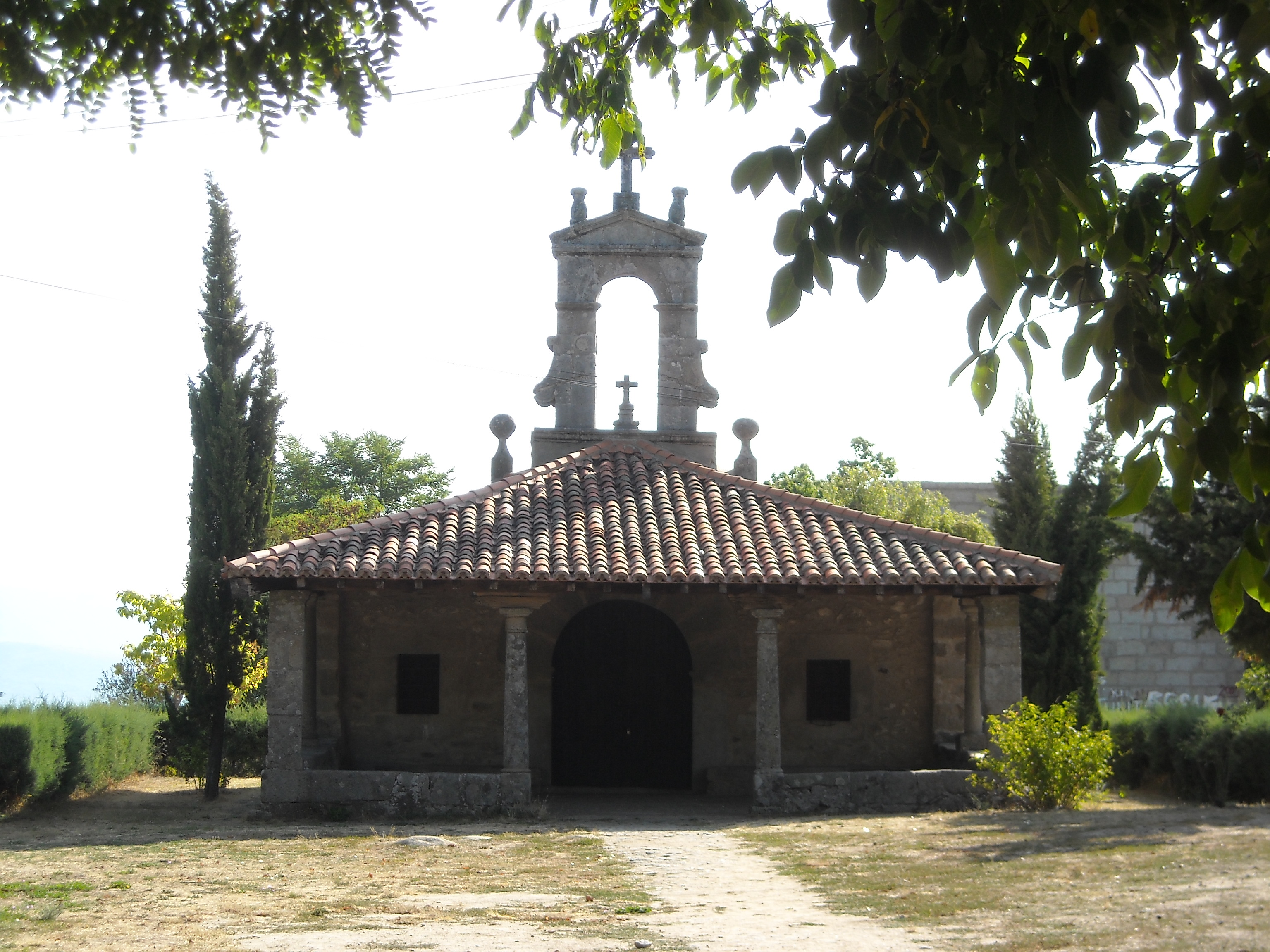
Ermita de San Blas
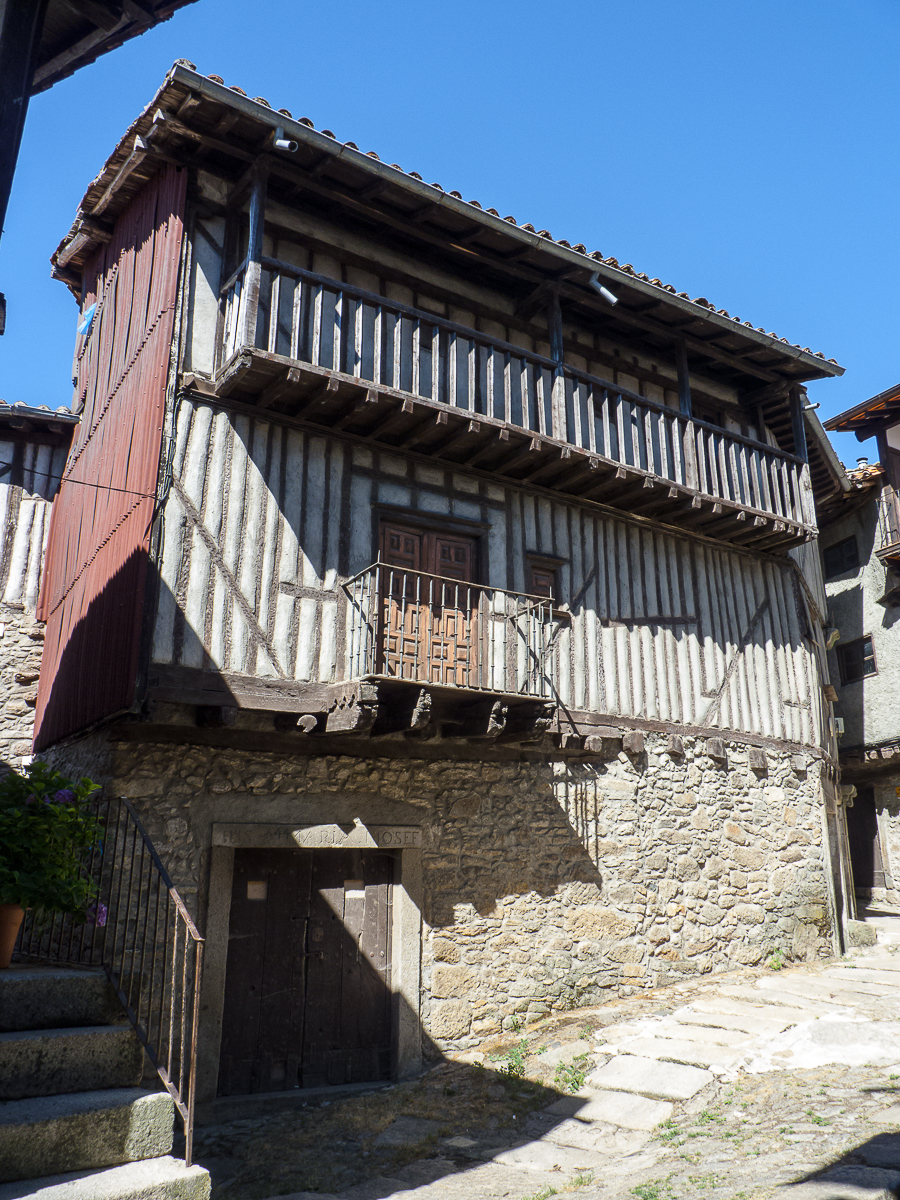
Haus mit Balkonen

## Feste

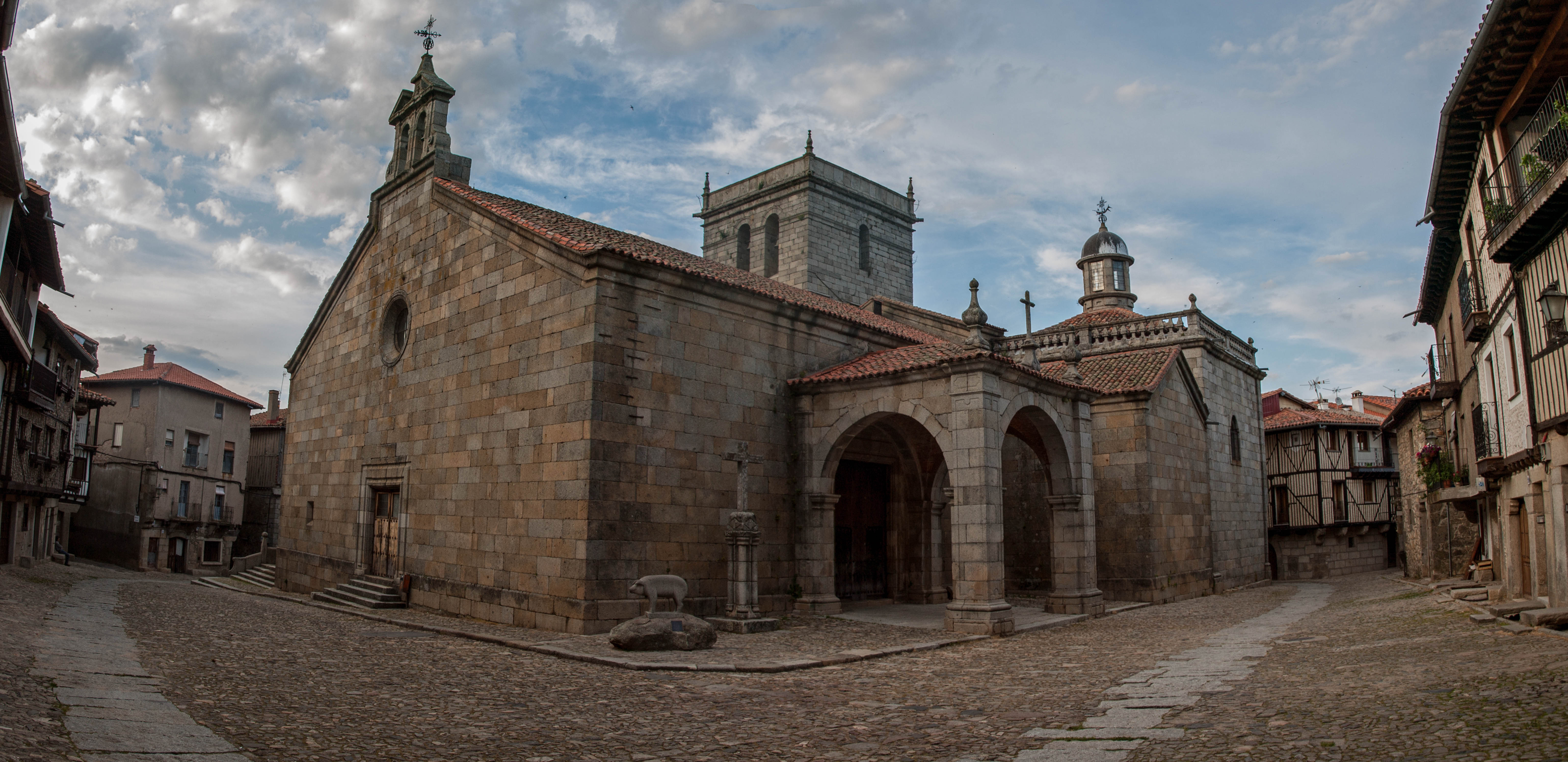
Kirche Nuestra Señora de la Asunción

- In La Alberca wird einer Tradition zufolge am 17. Januar ein in den Monaten zuvor von der Bevölkerung gefüttertes ‚herrenloses‘ Schwein (marrano) durch die Straßen der Stadt getrieben. Später wird es an der Kirchentür verlost, die Erlöse kommen den Brüdern des heiligen Antonius zugute. An der Kirche erinnert ein steinernes Denkmal an diesen Brauch.
- Am 2. Februar feiert die Gemeinde das Fest der Kerzen mit einer Prozession der Virgen de la Asunción.
- Die Wallfahrt zur versteckt im Wald liegenden Ermita de Nuestra Señora de Majadas Viejas wird am Samstag vor Pfingsten begangen.
- Am 15. August wird das Fest Mariä Himmelfahrt gefeiert – barocke Pracht, bunte Trachten und traditionelle Folklore sind vorherrschend.
- Am 8. September wird ein Fest am Berg Peña de Francia abgehalten.

## Film
In Alberca und seiner Umgebung drehte Luis Buñuel im Jahr 1932 seinen berühmten Dokumentarfilm Las Hurdes – Tierra sin Pan, der das harte und entbehrungsreiche Leben der Menschen in der südlich angrenzenden Region Las Hurdes beschreibt.